# Stiegenkirche
 (septembre 2024).
La Stiegenkirche est une église catholique romaine située dans à Graz, dans l'Innere Stadt. On y accède par un escalier (stiege) caractéristique depuis la Sporgasse. Elle forme le « Rectorat de la Stiegenkirche de Graz » de la paroisse de la cathédrale de Graz.

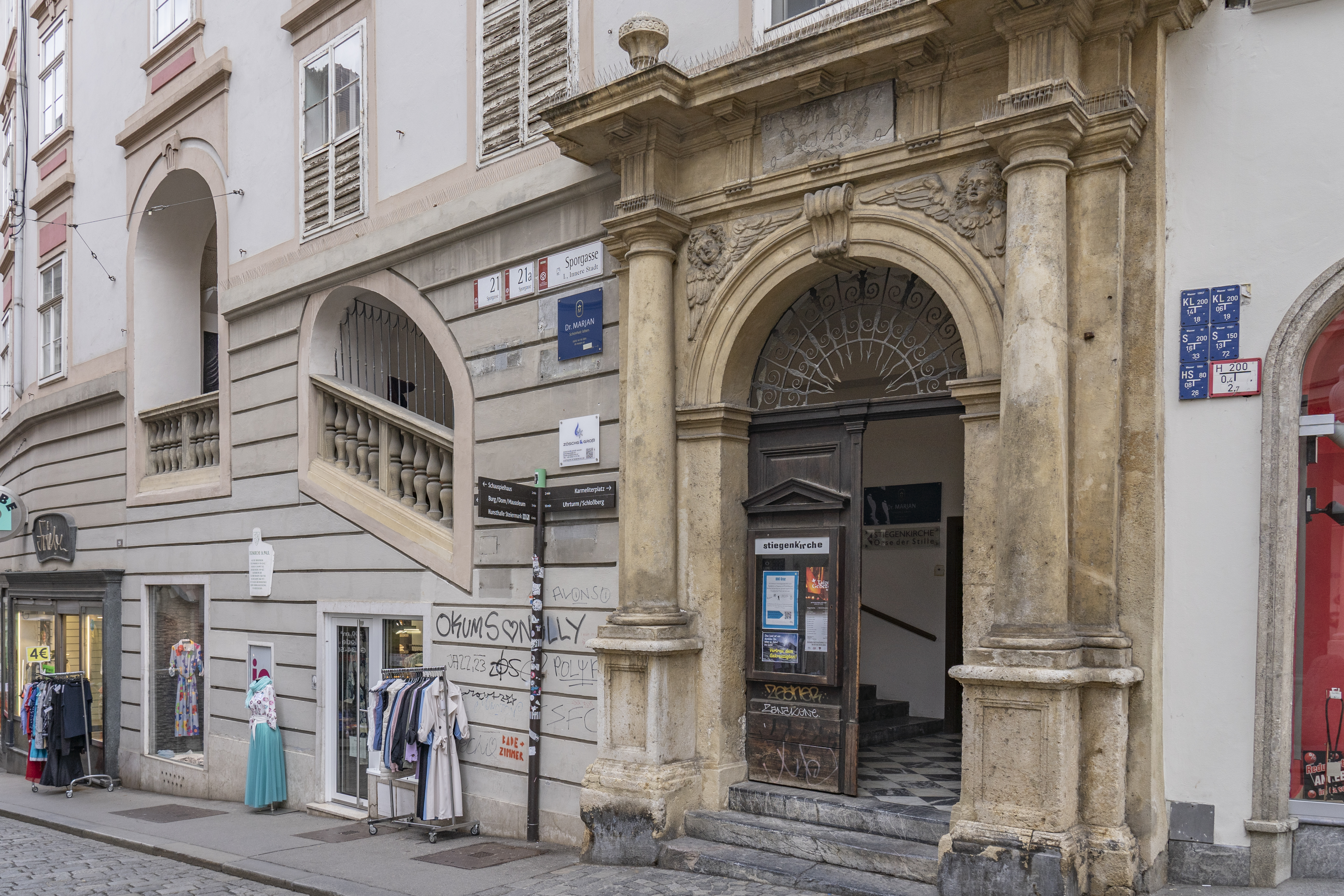
Portail de l'église-escalier de la Sporgasse

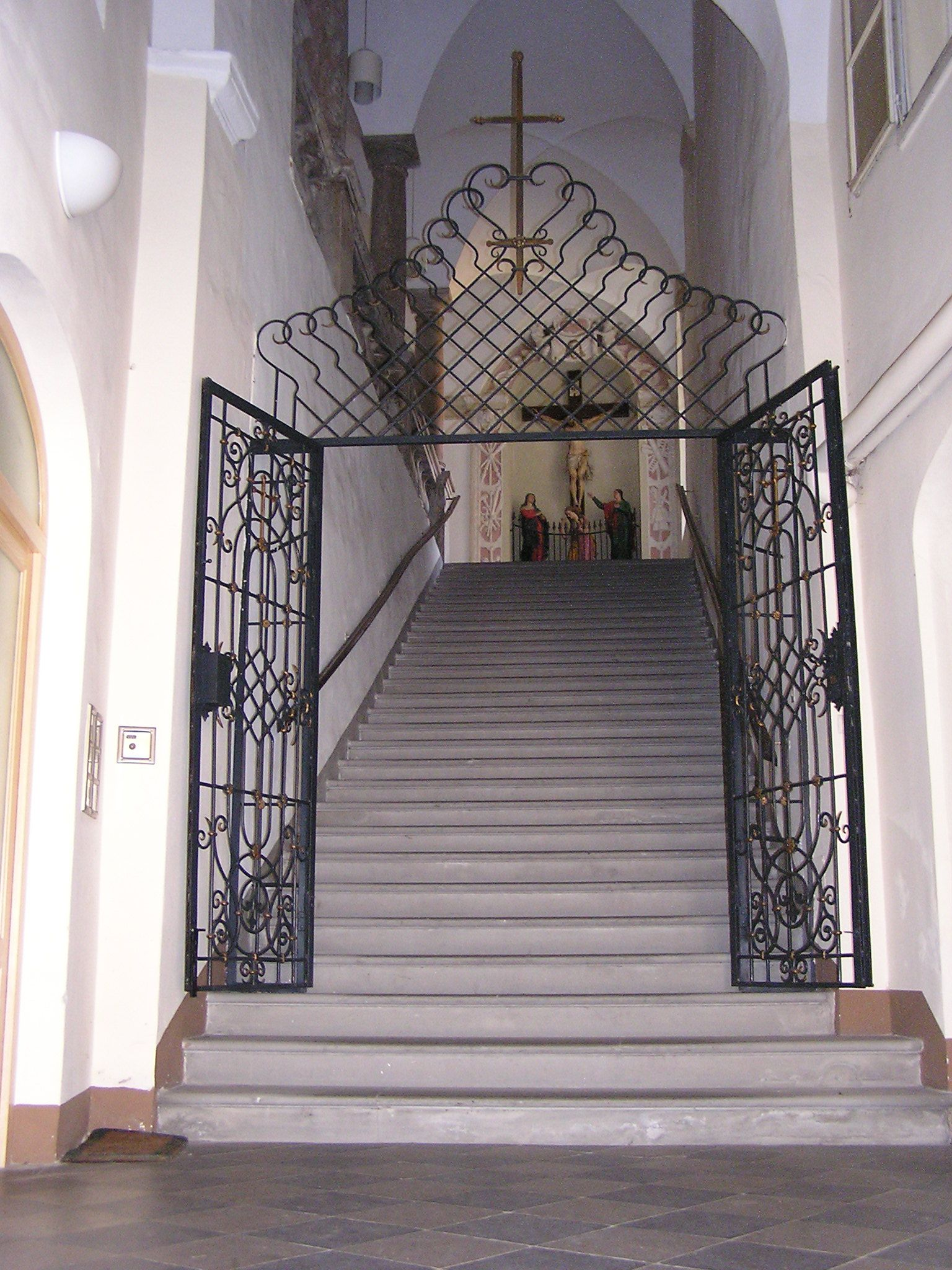
Entrée de l'église

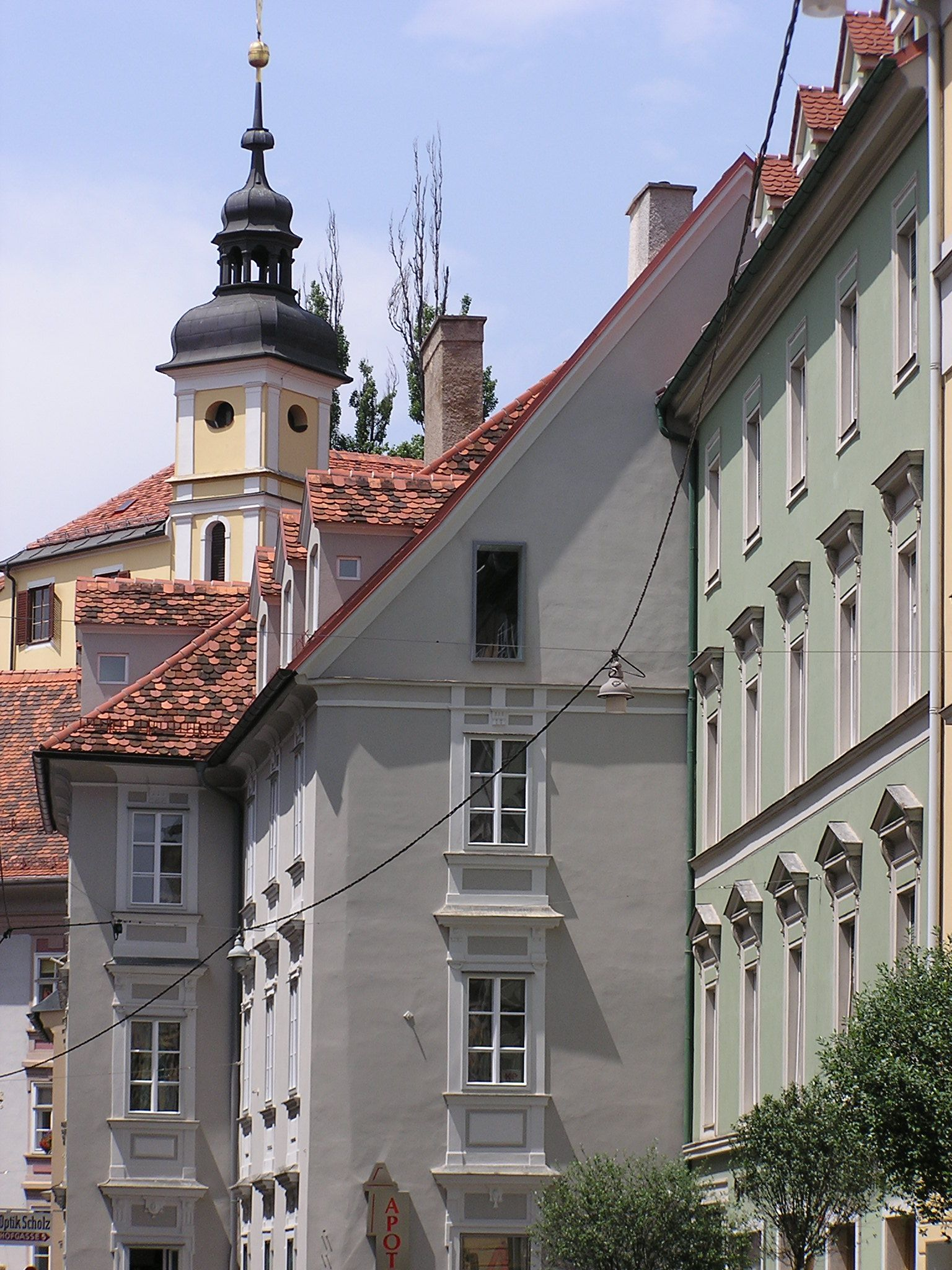
Tour, vue de la Hofgasse

## Histoire
La Stiegenkirche est la plus ancienne église paroissiale de Graz. Elle est située dans la partie la plus ancienne de Graz, là où se trouvait autrefois le « Paulsburg », et a été mentionnée pour la première fois dans un document en 1343 dans une indulgence.
Le nom de l'église apparaît déjà comme « sand Paulsstiegen » en 1468. Au milieu du XVIe siècle, l'église aux escaliers semble n'avoir pratiquement plus été utilisée et en 1554, aucun office n'y était plus célébré. En 1588, l'archiduc Charles II remit l'église et une maison de son aumônier et directeur musical de la cour Aurelius Mancinus von Pergola pour accueillir le couvent des ermites augustins.
À partir de 1619, les ermites augustins construisirent la nouvelle église et le monastère sur l'ancienne église Saint-Paul, qui fut en grande partie achevée en 1627. Une date de 1631 inscrite à l'intérieur de la porte de l'église pourrait indiquer l'achèvement des travaux de construction. Le nouvel escalier a probablement été construit par Antonio Solari vers 1636. La fin du monastère des ermites augustins entraîna la suppression du monastère par l'empereur Joseph II en 1784.
Durant la Seconde Guerre mondiale, l'église fut endommagée par une bombe en 1945 et  reconstruite de 1950 à 1953.
En 1962, l'église fut rénovée. Une Madone en grès dans la cour de l'église provient du sculpteur de Styrie occidentale Alfred Schlosser.

### Vente
Le bâtiment de l'église a été vendu en 2024 avec l'accord du Vatican. Le nouveau propriétaire est une famille styrienne qui souhaite rénover l'église. La protection du monument est restée en place et le maintien de son utilisation pour les services religieux a également été convenue,.

## Source de traduction
- (de) Cet article est partiellement ou en totalité issu de l’article de Wikipédia en allemand intitulé « Stiegenkirche » (voir la liste des auteurs).